# 東京国際展示場
東京国際展示場（とうきょうこくさいてんじじょう、Tokyo International Exhibition Center）は、東京都江東区有明三丁目に所在し、株式会社東京ビッグサイトが運営するコンベンション・センター。運営会社名と同じ「東京ビッグサイト」（とうきょうビッグサイト、Tokyo Big Sight）の愛称で親しまれている。またその所在地から「有明」と通称される事もある。
中央区晴海にあった東京国際見本市会場の後継となる施設として、1996年（平成8年）に開場した。
前身の晴海会場から引き続き、社団法人東京国際見本市協会と株式会社東京国際貿易センター（共に東京都が出資）が管理・運営を行っていたが、両法人は2003年（平成15年）に統合、株式会社東京ビッグサイトに社名変更して現在に至っている。
建築面積は約18.5万m2、展示面積は約11.5万m2（仮設展示場含む）で、日本最大のコンベンション・センターである。

## 概要
1980年代末期、東京都による臨海副都心計画が進められ、有明南地区に晴海の国際見本市会場を拡大移転した国際展示場を整備する構想が浮上する。そして1996年（平成8年）に開業すると順調にイベント数が増加していき、2015年度（平成27年度）には過去最多となる1,605万人の来場者数を記録する  。一方で、2010年代には稼働率が限界近くに達したことや東京オリンピックが予定されていたことなどから、2016年（平成28年）に東新展示棟が、2019年（令和元年）には南展示棟が完成。これらにより展示面積は開業時の8万m2から11.5万m2へと拡張された。
なお、日本最大ではあるものの国外のコンベンション・センターの展示面積と比較すると、世界で36番目、アジアでも14番目（上位はすべて中国）であり、世界最大のコンベンション・センターであるドイツのハノーファー国際見本市会場（約46万m2）の4分の1の大きさである（いずれも2022年時点）。

## 施設
会議棟、東展示棟、東新展示棟、西展示棟、南展示棟からなり、会議棟は独特のデザインをしていることで有名である。また、敷地内の巨大彫刻『Saw, Sawing（切っている鋸）』（クレス・オルデンバーグ&クージェ・ファン・ブリュッヘン作）も有名である。優秀な建築作品を表彰するBCS賞を受賞。
- 住所:
  - 会議棟：東京都江東区有明三丁目11番1号
  - 西展示棟：同上
  - 東展示棟：東京都江東区有明三丁目10番1号
  - 東新展示棟：同上
  - 南展示棟：東京都江東区有明三丁目13番1号
- 設計: 株式会社佐藤総合計画[7]
- 施工: 間組JV（会議棟・東展示棟・西展示棟）清水建設（東新展示棟・南展示棟）
- 竣工: 1995年10月
- 敷地面積: 26万5751.63 m2
- 延床面積: 31万6990 m2
- 総展示面積: 11万5420 m2（東西南合計、日本最大）
- 総工費: 1985億円（東新展示棟・南展示棟を含まず、竣工開業時、用地費除く）

### 各棟・施設
会議棟（北緯35度37分47.7秒 東経139度47分38.4秒 / 北緯35.629917度 東経139.794000度）
東・西展示棟をつなぐ中心施設。高層部の逆三角形の形態でシンボル的存在となっている。2階の正面玄関・エントランスホールから外に伸びるペデストリアンデッキは、東京ビッグサイト駅と有明客船ターミナル、そして国際展示場駅方面への緑道に接続する。
1,000人を収容する国際会議場や、大小22の会議室と、商業施設があり、東展示棟へ通じる北コンコースにはレストラン街がある。東京湾に面することから塩害防止策として、会議棟の特徴的な逆三角形の壁面には日本製鉄のTranTixxiiチタンが使用されており、竣工当初の美観を保っている。
東展示棟（北緯35度37分54.3秒 東経139度47分51.7秒 / 北緯35.631750度 東経139.797694度）
90m×90mのホールが3つずつ、計6つの展示ホールがガレリアを挟んで向かい合っている。各3つのホールは間仕切りを取り払い、連結することができる。ガレリアの2階にはレストランが並んでいる。エントランスホールからはやや距離があり、連絡通路にはオートウォークが設置されている。東1〜6の展示面積：51,380㎡
東新展示棟（暫定設置・北緯35度37分58.8秒 東経139度47分58秒）
2016年10月に稼働を開始した展示棟。案内上は東展示棟の一部だが独立して建設されており、東3・6ホールと道路を挟んで接続している。地上1階建てで11,680m2の東7ホールと3,080 m2の東8ホールという大小2つのホールがあり、間にあるリンクスペースを組み合わせることで1つのホールとして使用可能となる。東7・8の展示面積：14,760㎡
西展示棟（北緯35度37分44.1秒 東経139度47分41.7秒 / 北緯35.628917度 東経139.794917度）
1階と4階に2つずつ、計4つのホールがある。1階の各ホールはアトリウム（展示面積：2,000㎡）を取り囲むようにL字型をしており、4階は2つのホールと屋上展示場（展示面積：6,000㎡）が並ぶ。4階ホールへは1階アトリウムからのエスカレーターと2階エントランスホールからのエスカレーターが、4階屋上展示場へは外階段がある。1階には屋外展示場が隣接していたが、2015年より南展示棟が建設されるため廃止された。イベントによっては、西1・2ホールとアトリウムを一体的に使用することもある。西1〜4の展示面積：29,280㎡（アトリウム・屋上展示場を除く）
南展示棟（北緯35度37分36.6秒 東経139度47分44.8秒 / 北緯35.626833度 東経139.795778度）
西展示棟の南側、屋外展示場の敷地に建設され、2019年7月に開業した展示棟で、西展示棟からは2階コンコースまたは屋上展示場と直結している。西展示棟同様に1階と4階に2つずつ、計4つのホールがあり、各階とも1つのホールとして連結使用可能となっている。北端側にインフォツリーがあり、ビジネスセンターや会議室・レストランなどがある。南端側には7階建ての立体駐車場（収容可能台数普通車349台車椅子用8台）が併設されている。南1〜4の展示面積：20,000㎡
レストラン・ショップ
レストランは東展示棟ガレリア2階に5店舗、エントランスプラザから東展示棟に向かう北コンコースレストラン街の1階に5店舗、西展示棟の2階から1階へ向かうエスカレーター脇に1店舗、南展示棟4階に1店舗ある。会議棟内には8階に1店舗、西展示棟1階を出た会議棟真下にフードコートがあるほか、エントランスプラザとイベントプラザにカフェが各1店舗ある。
コンビニエンスストアはガレリアにファミリーマート、エントランスプラザにローソン、イベントプラザにセブン-イレブン、インフォツリーにローソンが出店している。1996年のビッグサイト開業時はファミリーマートがイベントプラザ店、am/pmがエントランス店とガレリア店の2店という体制だったが、2010年にファミリーマートがエーエム・ピーエム・ジャパンを吸収合併したのに伴い、am/pm2店舗がファミリーマートに転換したため、3店舗全てがファミリーマートに統一、2015年4月までこの状態が続いた。その後、2015年6月5日からエントランス店がローソンに、同年7月27日からイベントプラザ店がセブン-イレブンにそれぞれ転換している。なお、ファミリーマートガレリア店は営業を継続している。
このほかエントランスホールには大型荷物の預かりや後述するビッグサイトカード（館内及び周辺施設のレストランやコンビニエンスストア・売店、自動販売機で使える専用プリペイドカード）の販売、来場記念土産の販売を行っているサービスコーナー、コピーやレンタルPCスペース、データ出力や名刺作成などビジネスサポートを行うビジター&ビジネスセンターが配置されている。
青海展示棟（北緯35度37分40.7秒 東経139度46分51.5秒 / 北緯35.627972度 東経139.780972度）
後述の通り2020年東京オリンピック・パラリンピック開催に伴い、東展示棟が2019年4月から2020年11月まで使用不可になるのを受けて、東京テレポート駅近くに建設され、2021年11月26日まで期間限定で運用された仮設の展示棟（オリンピック1年延期のため運営期間も1年延長された）。2つのホールで構成され、有明地区との往来は徒歩、りんかい線、ゆりかもめのほか、無料シャトルバスの運行も行われた。青海A・Bの展示面積：23,240㎡
有明展示場（有明GYM-EX）
2020年東京オリンピックの体操競技を行う際に建設された有明体操競技場を改修し、2023年5月に開業した展示施設。運営は東京ビッグサイトが行う。展示面積は約9,400㎡。

## 催事
下記に示すような多様な催しが開催され、国内のコンベンション・センターとしては、催事件数、来場者数共に群を抜いて多い。

### 主なイベント
- 東京モーターショー（現JAPAN MOBILITY SHOW）（国際モーターショー。設営と撤収を含め3週間近く全館貸切で、総来場者数は当展示場最大）
- コミックマーケット（通称「コミケ」、世界最大の同人即売会。お盆頃と年末の年2回、全館貸切で開催され、1日あたりの来場者数は当展示場最大）
- 博麗神社例大祭(通称「例大祭」1ジャンルオンリーでは国内最大規模の同人即売会)
- 日本国際工作機械見本市（略称「JIMTOF」）
- 東京インターナショナル・ギフト・ショー（毎年2・9月の2回開催）
- JAPAN IT WEEK春（日本最大のIT展示会。複数の専門展からなる総称）
- スマートエネルギーWEEK（新エネルギーに関する日本最大の展示会）
- 日経メッセ（アジア最大級の流通業と店・街づくりに関する総合展示会）
- FOODEX JAPAN 国際食品・飲料展（アジア最大級の食品・飲料の総合展示会）
- AnimeJapan（旧東京国際アニメフェア）（世界最大級のアニメイベント）
- ビューティーワールドジャパン東京（化粧品、ネイル、美容機器、ヘア、スパ等美容に関する総合展示会）
- インターペット（ペット産業に関する日本最大のペットイベント・展示会）
- FOOMA JAPAN（世界最大級の食品製造に関する総合展示会）
- 東京モーターサイクルショー、東京おもちゃショー、ツーリズムEXPOジャパン、デザインフェスタ、日本ホビーショー、ハンドメイドインジャパンフェス、東京ネイルエキスポ、東京カフェショー、東京eスポーツフェスタ、ゲームマーケット、ドールズパーティー、トレジャーフェスタ、アマチュア無線フェスティバル、全日本模型ホビーショー、鉄道模型コンテスト、国際鉄道模型コンベンション、SEMICON Japan、エコプロダクツ、NEW環境展、JAPAN PACK 日本包装産業展、国際宝飾展、国際ロボット展、国際航空宇宙展、国際ホテル・レストラン・ショー、国際福祉機器展、自動車部品生産システム展、有明骨董ワールド、東京キャンピングカーショー、閃光ライオット、東京都医薬品登録販売者採用試験など他多数。

### エピソード・その他のイベント
- 1996年の世界都市博覧会では、「テーマ館」として使用される予定だったが、中止になったため実現しなかった[11]。当初の予定では、博覧会閉会後の1996年11月に「日本国際工作機械見本市」でこけら落としとなる予定であったが、中止になったことにより同年4月に開業が前倒しになった[12]。
- 任天堂主催のイベントとしては、2001年にニンテンドー ゲームキューブの発表会「the Nintendo difference」[13]、2004年にニンテンドーDSなどの体験会「ニンテンドーワールド Touch! DS」[14]、2011年に「ニンテンドー3DSカンファレンス」[15]、2017年にNintendo Switchの発表会および体験会「Nintendo Switch プレゼンテーション」[16]、2022年にゲーム大会や体験会、音楽ライブなどの「Nintendo Live」[17]などが開催された。
- 2016年まで東京マラソンのゴール会場になっており、大会前日まで開催される東京マラソンEXPOの会場としても2008年より使用されている。表彰式はアトリウムで行われ、周囲に各企業や東京都のブースが設けられる。
- 世界5大モーターショーの一つである東京モーターショーが2011年12月上旬に開催された。当展示場の前身である東京国際見本市会場（晴海）で約30年間開催され、1987年の最後の開催から千葉市の幕張メッセに移転した後、24年ぶりに東京都区部へ戻った。
- 晴海会場に引き続き、首都圏で規模の大きい同人誌即売会のほとんどが開催されている。代表的なものとしては8月中旬と12月下旬に開催され、年間100万人以上を動員するコミックマーケットのほか、コミックシティ、COMIC1、コミティア、博麗神社例大祭、砲雷撃戦よーい!、文学フリマなどがある。
- 2007年度は、開業以来最多となる1288万人が来場し[18]、同年7月20日には、通算来場者数が1億人を突破した[19]。
- 2008年8月3日に開催された『ワンダーフェスティバル2008[夏]』で西館のエスカレーター逆走事故が発生し負傷者が出た。これによりワンダーフェスティバルは2009年冬の開催中止を経て、『2009[夏]』より会場を幕張メッセに変更した。事故の原因は当初は載せすぎによる重量オーバーとの見方が強かったが国土交通省の調査によりそれは否定され、メーカー側の安全管理に問題があったと結論された。[20]。
- 2009年には日本武道館に代わり、日本テレビ系『24時間テレビ 「愛は地球を救う」』のメイン会場として使用された。また、同年には同局系の年末大型音楽特番『ベストアーティスト』のメイン会場に使用されている。
- 2010年1月11日には同所初の格闘技興行としてプロボクシングダブル世界戦（大橋・ワタナベ両ジム主催）が開催され、内山高志がWBA世界スーパーフェザー級王座を獲得した。9月25日にもWBA世界フライ級タイトルマッチ亀田大毅（亀田）VS坂田健史（協栄）が行われた。
- 2011年の、平成23年度東京消防庁出初式「広げよう地域の連携 高めよう防災力」（2011年1月6日開催）は、東駐車場がメイン会場となった。
- 海外のコンベンション施設と同様、展示会や見本市の開催が主であるが、稀にコンサート会場として利用されることもあり、この場合は東展示場のホールを単独で利用するか、東1-3と東4-6ホールを繋げて大規模アリーナホールとして利用する。しかし、2000年代末期頃から高稼働率となった影響かコンサートは行われていない。
- 2024年より開催のフォーミュラE世界選手権・東京 E-Prixでは、東ホールおよび駐車場と周辺道路を利用して、仮設の東京ストリートサーキットが設営される。本格的なストリート・サーキットとしては日本初の試みとなる。

### 東京2020大会の会場として
東京2020オリンピック・パラリンピックでは当初、メインプレスセンター（MPC）および国際放送センター（IBC）、オリンピック（レスリング、テコンドー、フェンシング）とパラリンピック（ボッチャ、パワーリフティング、パラテコンドー）の一部競技の会場として当展示場を使用する予定であったため、これにあわせる形で招致計画の立候補ファイルでも、屋外展示場等がある西展示棟の南側に延べ床面積約44,000m2、3層階の新施設を増築するとしていた。2014年（平成26年）6月17日の東京都議会にて、屋外展示場がある西展示棟の南側に、現行展示面積（2014年時点で約8万m2）の25%（約2万m2）程の広さの新棟を2017年度にも着工し、オリンピック前までに完成させるという計画が公開された。この新棟はオリンピックの開催時には報道陣向けのプレスセンターとして活用し、大会終了後は展示場に転用する計画とした。
しかしその後、国際オリンピック委員会（IOC）からの指摘があり、2015年6月のIOC理事会ではオリンピックのレスリング、テコンドー、フェンシングと、パラリンピックのボッチャ、パワーリフティング、パラテコンドーの競技会場を、幕張メッセ（千葉市）とすることが承認された。
一方で、大規模修繕や新展示棟建設工事、並びにオリンピック開催に伴い、展示棟がしばらく使用できなくなることから、この期間の国際会議や大型展示会の開催を外国の展示場に奪われたり、既存の展示会が開催できなくなったりするなどの影響が出ることが懸念された。この影響を最小限にするため、東展示場臨時駐車場の敷地に、延べ床面積約20,000m2、展示面積約16,000m2程度の仮設展示場を建設した。東京ビッグサイトが主体となって計画し、事業費は約100億円、デザインビルド方式で設計・施工業者を一括選定・発注し、2015年度に着工、2016年（平成28年）10月に完成し、東7・8ホールとして運用を開始した。10年間程度の運用を予定している。
また、オリンピック期間前後には展示場の使用ができなくなる事から、東京都は、りんかい線東京テレポート駅近くの臨時駐車場として使用している都有地に、展示面積約24,000m2の仮設展示場（青海展示棟）を建設し、2019年4月に開業した。当初はオリ・パラ終了後の2020年11月まで運営する予定であったが、しかしCOVID-19パンデミックの影響でオリンピックが1年間延期したことに伴い青海展示場の運営も1年延長され、2021年11月26日に営業を終了。12月に東新展示棟が営業を再開することとなった。
2019年7月からオリンピック関連の一部占有が始まり、2021年7月から9月のオリンピック・パラリンピック開催中は全館が使用された。

## 交通機関
- 交通アクセスを参照。

## ビッグサイトカード
株式会社東京ビッグサイトの子会社の株式会社ビッグサイトサービスによりプリペイドカード「ビッグサイトカード」が発行されており、催事主催者によるノベルティなどとして利用されている。館内の飲食店やコンビニエンスストア、自動販売機の他、有明パークビルと東京ベイ有明ワシントンホテルの一部店舗で利用可能。1000円券と3000円券の2種類あり、有効期間は6か月。

## パブリックアート
敷地内にはパブリックアートが複数設置されている。
| 作品名                  | 作者                                | 設置場所                          |
| ----------------------- | ----------------------------------- | --------------------------------- |
| Saw, Sawing             | Claes Oldenburg, Coosje van Bruggen | 会議棟 メインエントランス         |
| 七つの泉                | 長澤英俊                            | レセプションホール前の庭園        |
| 項（Relatum）           | 李禹煥                              | 会議棟1階 レストラン前            |
| UNTITLED-Three types #3 | 笠原恵実子                          | 会議棟1階 レストラン横の緑地      |
| Floating World          | Michael Craig-Martin                | レセプションホール・ホワイエ 壁画 |
| マブキの時空            | 斎藤義重                            | 会議棟7階 ロビー                  |
| 沙（すな）の輪舞曲      | 田村能里子                          | 会議棟7階 ホワイエ                |
| 長い午后                | 田村能里子                          | 会議棟7階 ホワイエ                |

## イメージキャラクター
2011年にフランスの首都パリで開かれたJAPAN EXPOにおいて、宣伝広報特命担当として東京ビッグサイトのイメージキャラクターが発表されている。2012年6月に名前の公募が行われ、同年9月に1,130案の中から決定した。
七瀬葵がデザインした姉の「さいと みらい」と、いずみべるがデザインした妹の「さいと ゆめ」の2人で、いずれのキャラクターも会議棟の建物を模した髪飾りを身につけている。ビッグサイト内の売店ではこのキャラクターのオリジナルグッズを販売している。

## エリア放送
東京ビッグサイトはエリア放送地上一般放送局の免許を取得し
、フルセグおよびワンセグ放送を実施している。
構内に地上一般放送局3局が設置されている。
| 免許人                    | 局名                                           | 呼出符号     | 物理チャンネル | 周波数        | 空中線電力 | ERP   | 業務区域                       |
| ------------------------- | ---------------------------------------------- | ------------ | -------------- | ------------- | ---------- | ----- | ------------------------------ |
| 株式会社 東京ビッグサイト | 東京ビッグサイトコンコースエリア放送           | JOXZ3BG-AREA | 35ch           | 605.142857MHz | 10mW       | 9.3mW | 有明3丁目 東京ビッグサイト構内 |
| 株式会社 東京ビッグサイト | 東京ビッグサイトガレリアエリア放送             | JOXZ3BH-AREA | 35ch           | 605.142857MHz | 10mW       | 3.7mW | 有明3丁目 東京ビッグサイト構内 |
| 株式会社 東京ビッグサイト | 東京ビッグサイトイーストプロムナードエリア放送 | JOXZ3BI-AREA | 35ch           | 605.142857MHz | 10mW       | 9.6mW | 有明3丁目 東京ビッグサイト構内 |

## ギャラリー

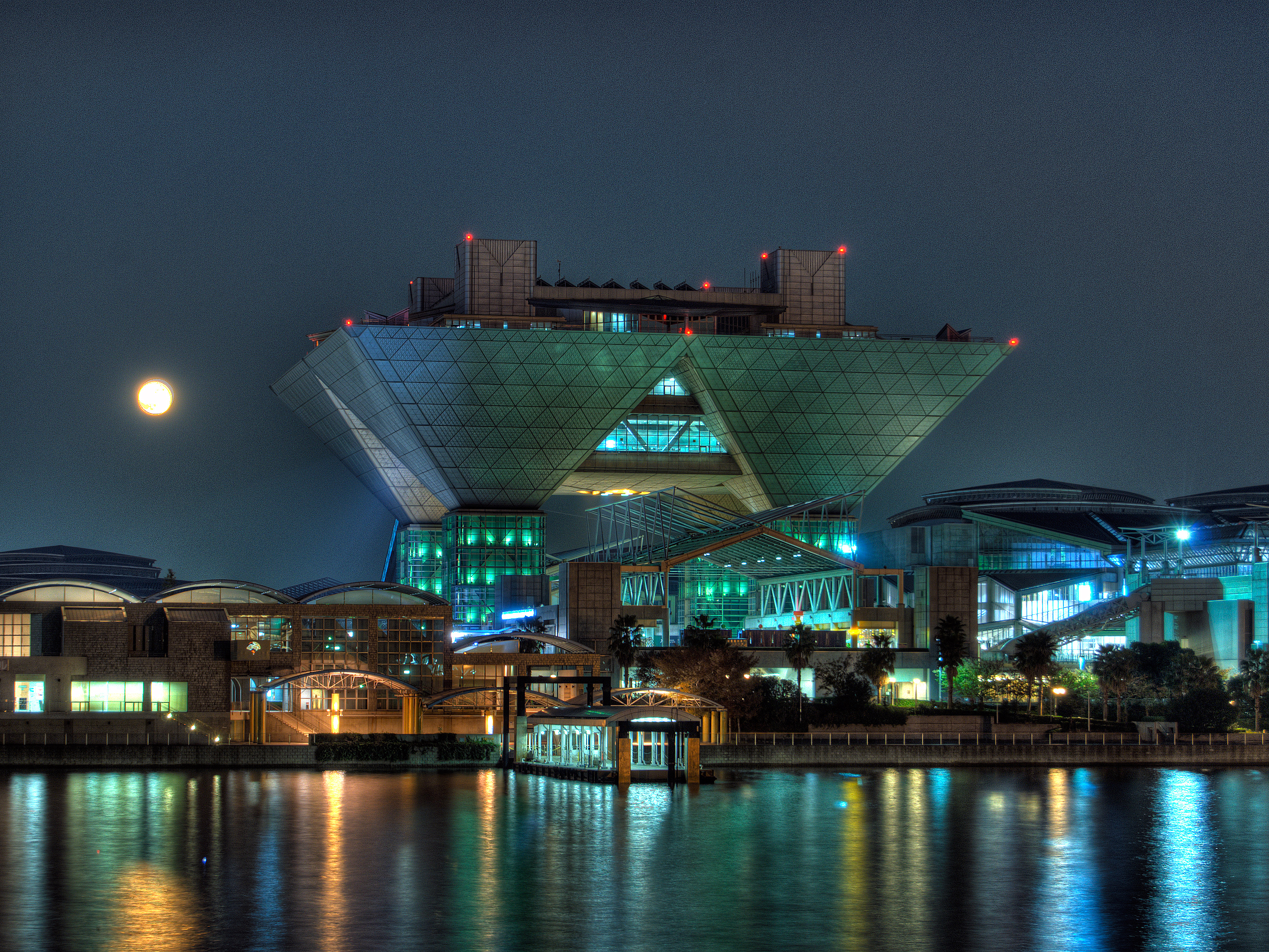
会議棟（遠景、夜景）
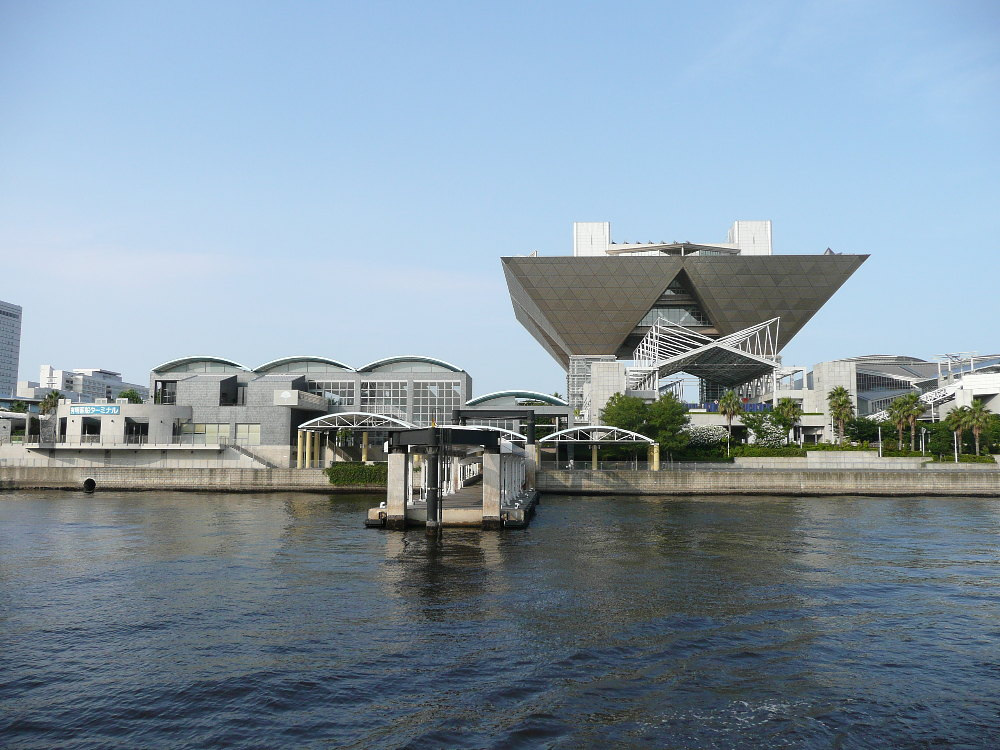
会議棟と有明客船ターミナル（遠景）
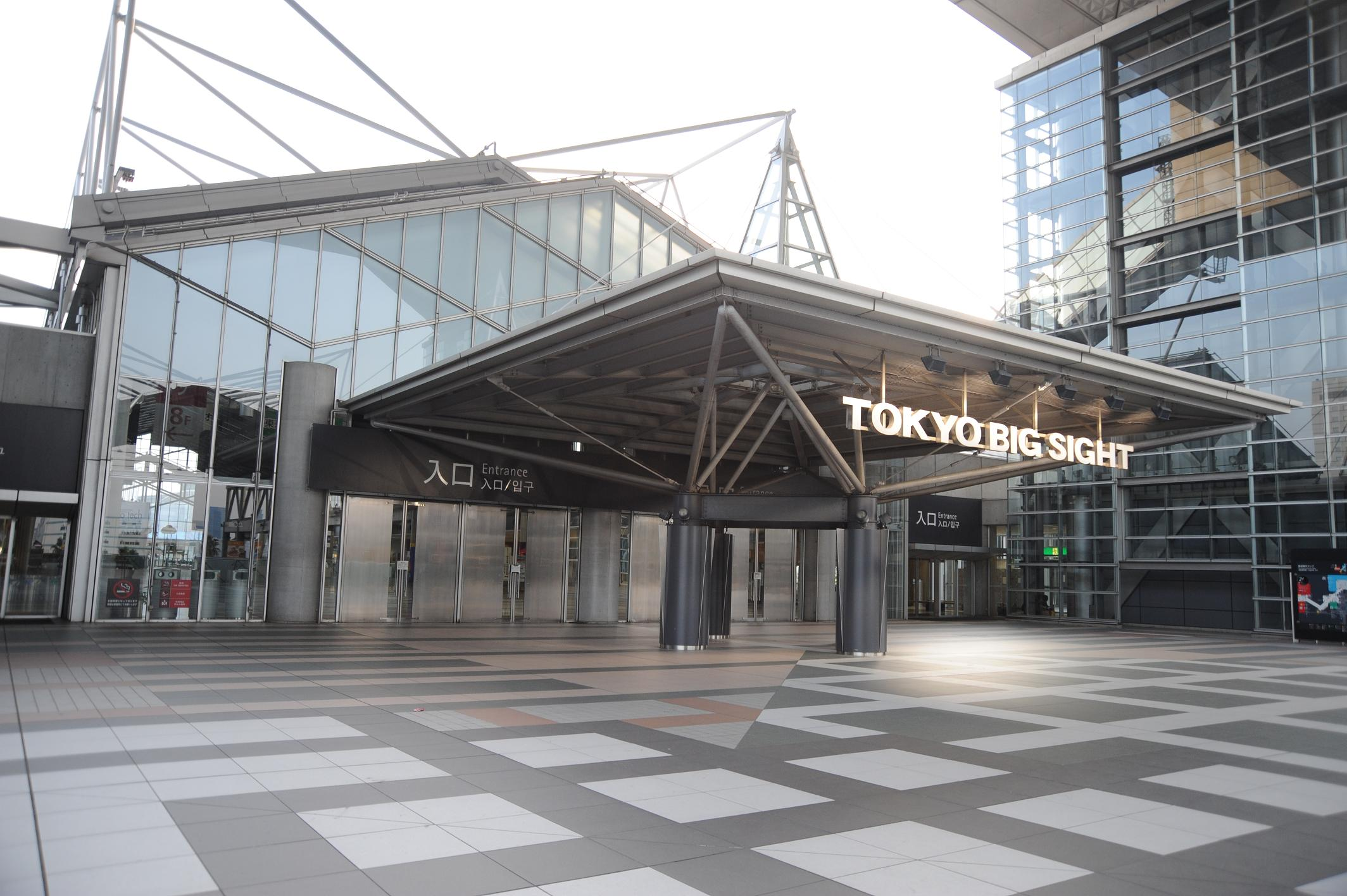
会議棟内 2階 正面玄関
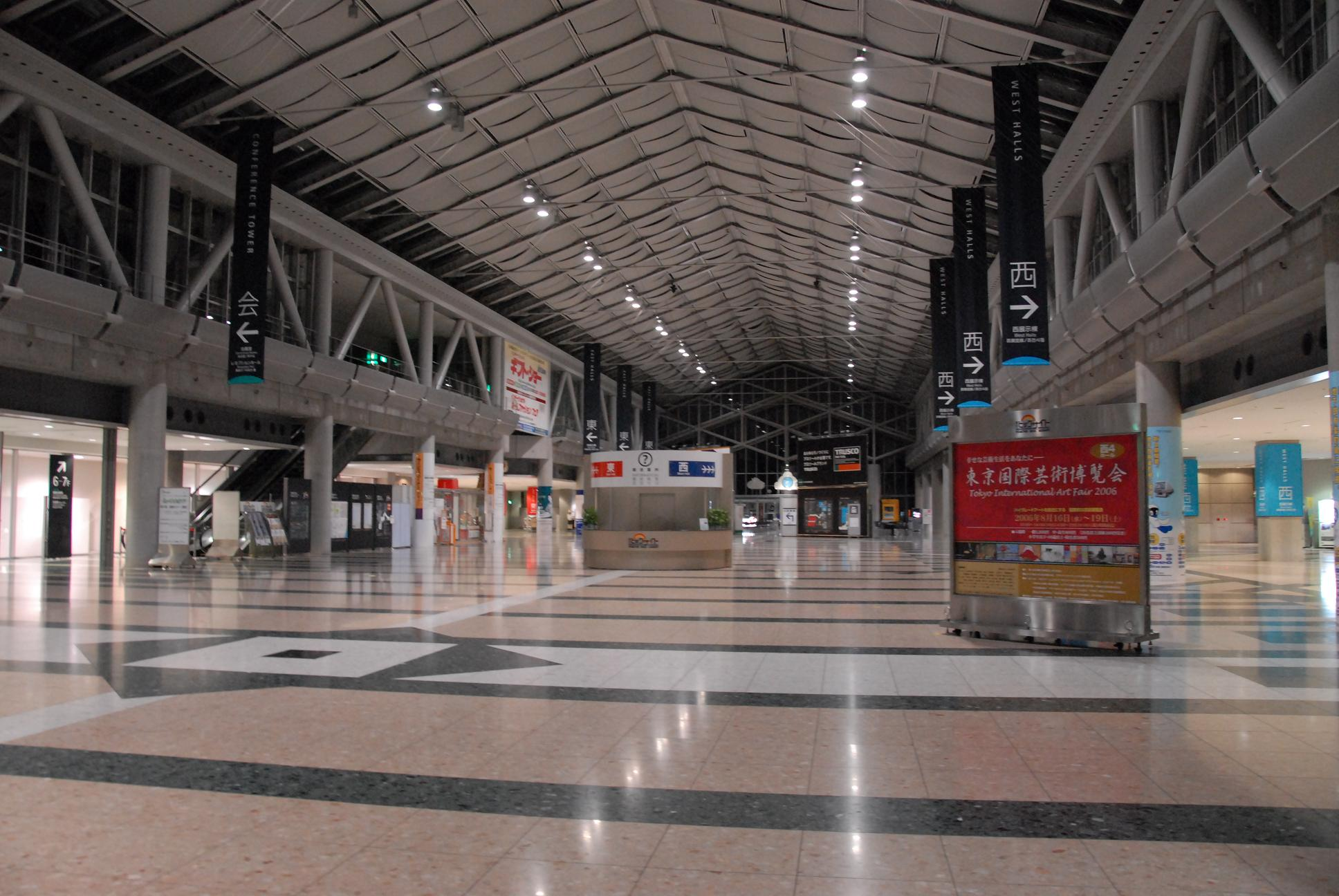
会議棟内 エントランスホール
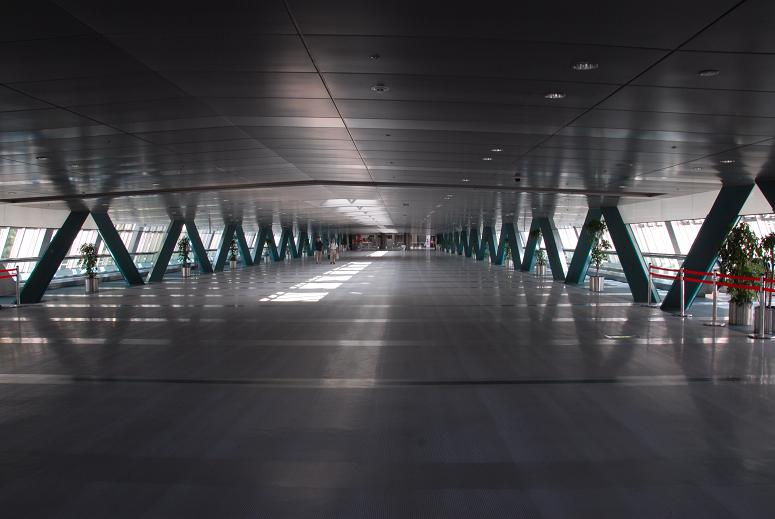
東西の連絡通路
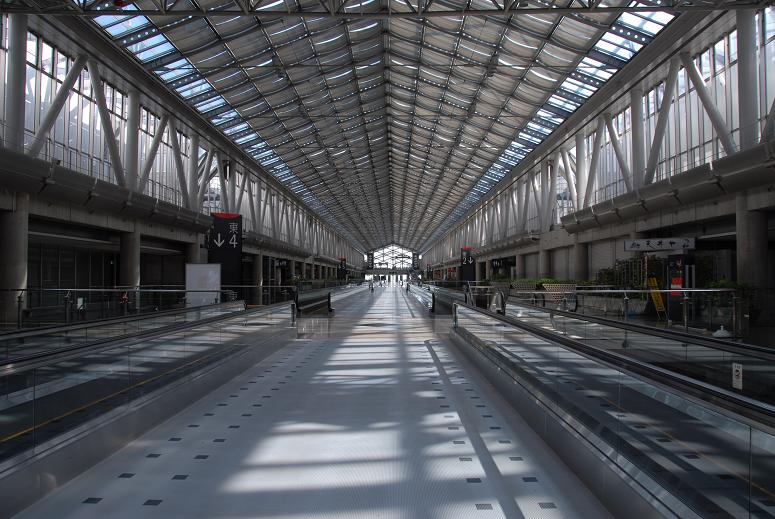
東展示棟 ガレリア
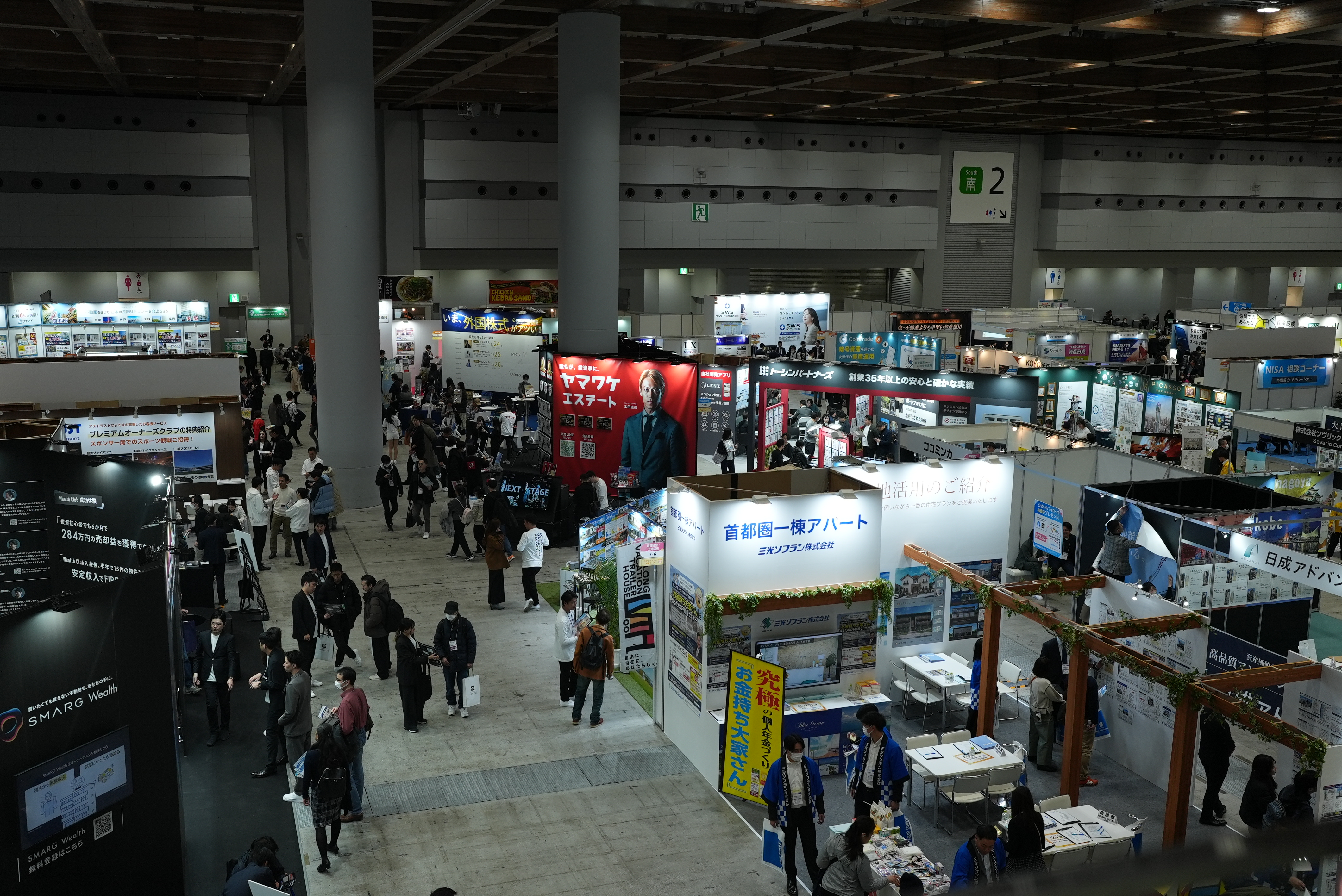
2025年1月17日-1月19日に開催された「第8回 資産運用EXPO【春】」の様子。WeCapitalなどが出展。

## 近隣施設
- 東京ファッションタウン
- 有明フロンティアビル
- 東京ベイ有明ワシントンホテル
- 相鉄グランドフレッサ東京ベイ有明
- ダブルツリーbyヒルトン東京有明
- 東京ベイコート倶楽部ホテル&スパリゾート
  - ホテルトラスティ東京ベイサイド
- 有明パークビル
- コナミクリエイティブフロント東京ベイ（2025年竣工予定）
- 東京ドリームパーク（2026年春開業予定）
- TOC有明
- シンボルプロムナード公園
- がん研究会有明病院
- 武蔵野大学有明キャンパス